# Bychawa
Bychawa – miasto w Polsce, w województwie lubelskim, w powiecie lubelskim, siedziba gminy miejsko-wiejskiej Bychawa. Położona na Wyżynie Lubelskiej, 30 km na południe od Lublina nad rzekami Gałęzówką i Kosarzewką. Według danych GUS z 31 grudnia 2024 Bychawa liczyła 4414 mieszkańców.

## Położenie
Według danych z 1 stycznia 2011 powierzchnia miasta wynosiła 6,69 km².
Bychawa położona jest w historycznej Małopolsce, początkowo należała do ziemi sandomierskiej, a następnie do ziemi lubelskiej. W latach 1975–1998 miasto administracyjnie należało do ówczesnego woj. lubelskiego.
Odległości do dużych ośrodków miejskich w linii prostej:
- Lublin – 26 km
- Warszawa – 172 km
- Krasnystaw – 44 km
- Biłgoraj – 54 km
- Kraśnik – 24 km
- Opole Lubelskie – 42 km

## Ochrona przyrody
Na obszarze miasta znajduje się rezerwat przyrody Podzamcze chroniący zbiorowiska roślinności kserotermicznej z wieloma rzadkimi gatunkami roślin.

## Historia
Miejscowość powstała w IX–X w., z tego okresu pochodzi grodzisko. W 1537 z rąk króla Zygmunta Starego miejscowość otrzymała prawo magdeburskie jako prywatne miasto szlacheckie. Miasto położone było w drugiej połowie XVI wieku w powiecie lubelskim w województwie lubelskim. W XVI wieku pojawiły się pierwsze wzmianki o ludności żydowskiej w mieście. W czasach Królestwa Kongresowego było to miasto prywatne, które położone było w 1827 roku w powiecie lubelskim, obwodzie lubelskim województwa lubelskiego. W połowie XIX w. Bychawa stała się znaczącym centrum żydowskiego chasydyzmu, posiadającym własny dwór z cadykiem. Wiązało się to z osiedleniem się w mieście Nechemii Jechiela Rabinowicza (syna Jaakowa Icchaka ben Aszera, zwanego Świętym Żydem z Przysuchy). W 1870 władze carskie odebrały Bychawie prawa miejskie. W 1939 roku w Bychawie około połowy mieszkańców stanowiła ludność żydowska. W grudniu 1940 roku podczas niemieckiej okupacji Niemcy założyli w Bychawie getto. W 1942 roku Niemcy zlikwidowali getto i wywieźli Żydów do Sobiboru i Majdanka, gdzie ich zamordowali. W 1958 Bychawa otrzymała ponownie prawa miejskie.
Od 1956 do 1975 siedziba powiatu bychawskiego.
Według danych z 31 grudnia 2010 miasto miało 5254 mieszkańców.

## Zabytki
- Kościół św. Jana Chrzciciela z 1639 roku
- Kapliczka barokowa z połowy XVIII wieku
- Kaplica grobowa na cmentarzu parafialnym z XIX wieku
- Ruiny zamku z 1 połowy XVI wieku[13]
- Zespół dworski
  - Dwór szlachecki z 1 poł. XIX wieku (w ruinie)
  - Ruiny dwóch spichlerzy z 1 połowy XIX wieku
  - Obora z poł. XIX wieku
- dzwonnica drewniana z 1862 roku
- Synagoga w Bychawie z 1810 r.
- Stary cmentarz żydowski w Bychawie
- Nowy cmentarz żydowski w Bychawie
- Cmentarz parafialny w Bychawie
- Cmentarz wojenny z I wojny światowej
- Park pałacowy

## Demografia

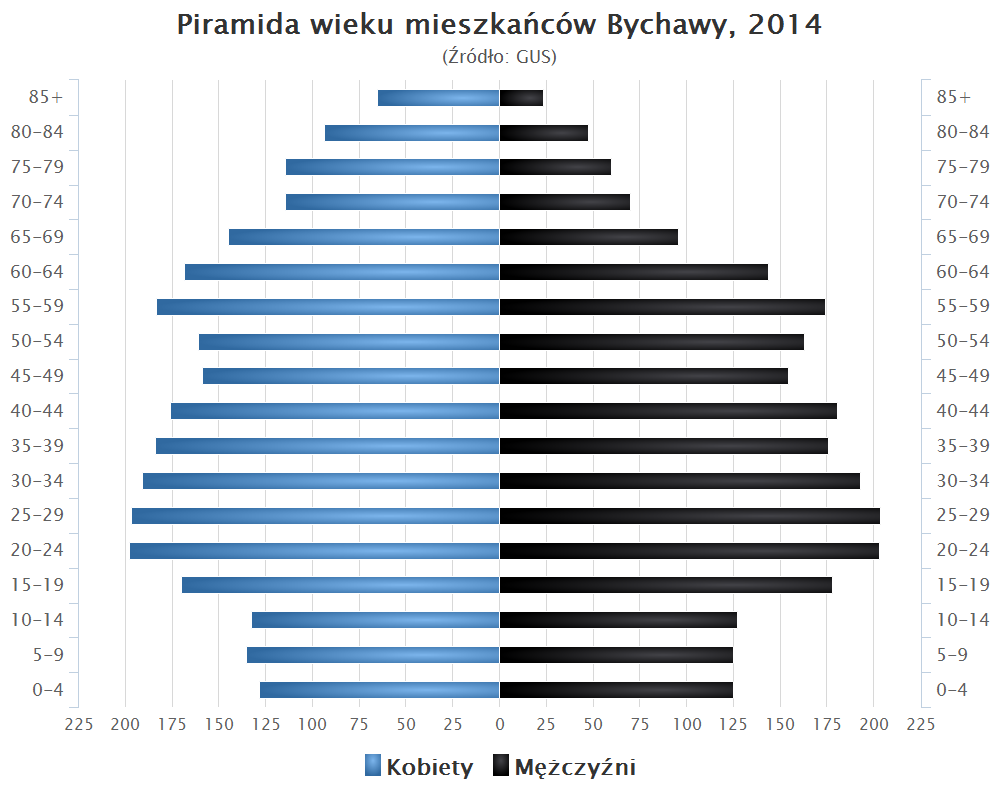
Piramida wieku mieszkańców Bychawy w 2014 roku

## Dzielnice[15]
- Grodzany
- Księżyzna
- Podzamcze
- Polanówka
- Rogalec
- Rudnik
- Walentówka
- Wandzin
- Wola Bychawska
- Wola Mała
- Zadębie

## Transport
Przez Bychawę przebiegają 2 drogi wojewódzkie:
- droga wojewódzka nr 834 Niedrzwica Duża – Bychawa – Stara Wieś Druga
- droga wojewódzka nr 836 Bychawa – Piotrków – Piaski

Bychawę z Lublinem łączy droga powiatowa. Z przystanku przy ul. Józefa Piłsudskiego do miasta wojewódzkiego kursują regularnie busy przewoźników prywatnych, zarówno przez Żabią Wolę, jak i przez Strzyżewice.

## Kultura
Bychawa zasłynęła w świecie dzięki opowiadaniu noblisty Izaaka Bashevisa Singera „Yentl – chłopiec z jesziwy”, zekranizowanemu w 1983 r. przez Barbarę Streisand, która grała główną rolę. Jest to historia dziewczyny z podlubelskiego Janowa, córki rabina, która w przebraniu chłopca studiuje w akademii talmudycznej w Bychawie. Przed II wojną światową w tym mieście mieszkało ponad 70 proc. Żydów.
Co roku w Bychawie odbywa się festyn „W krainie pierogów”, podczas którego organizowane są nieoficjalne Mistrzostwa Świata w Jedzeniu Pierogów. Pierwsza edycja odbyła się w 2000.
Z Bychawy pochodzi piosenkarka Marie.

## Sport

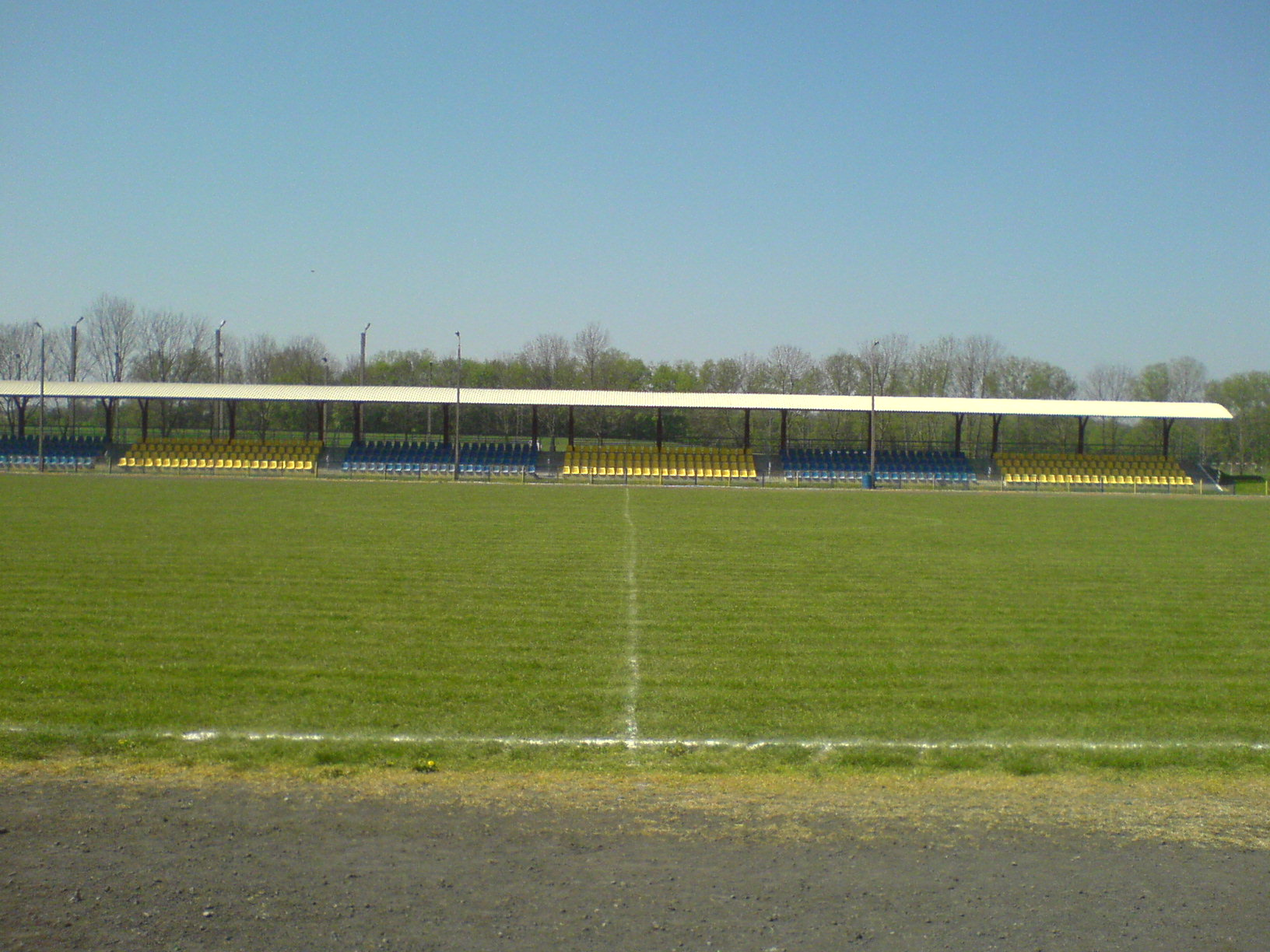
Stadion Granitu Bychawa

Miejscowym klubem piłkarskim jest „Granit” Bychawa, grający w sezonie 2023/24 w IV lidze, gr. lubelskiej.

## Wspólnoty wyznaniowe
- Kościół rzymskokatolicki:
  - parafia św. Jana Chrzciciela i św. Franciszka z Asyżu
- Świadkowie Jehowy:
  - zbór Bychawa-Krzczonów (Sala Królestwa Piotrków Drugi 92A)[19]

## Miasta partnerskie
- Chapelle-sur-Erdre
- Korzec

## Galeria

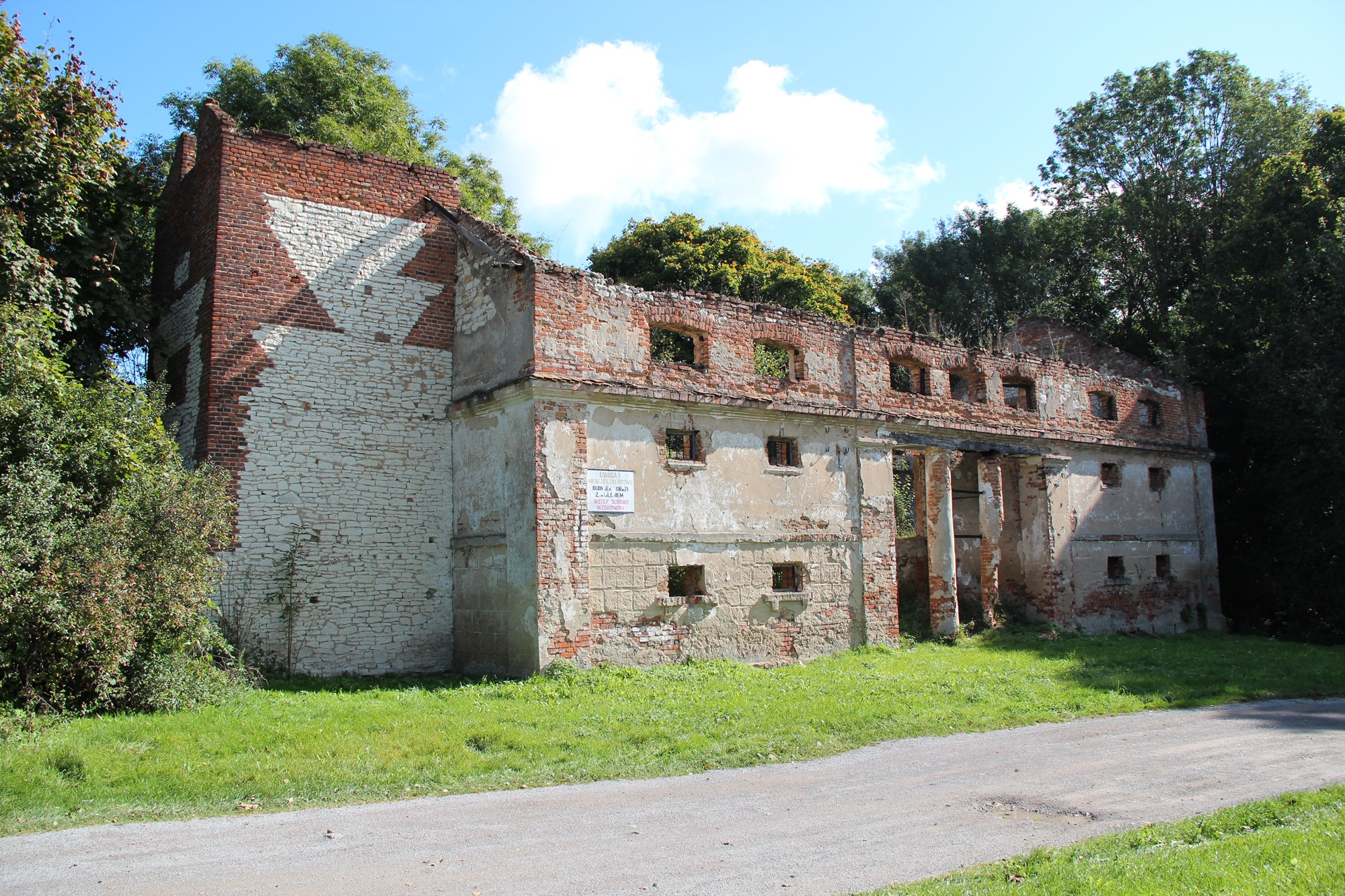
Zespół pałacowy – spichlerz (XVIII/XIX w.)
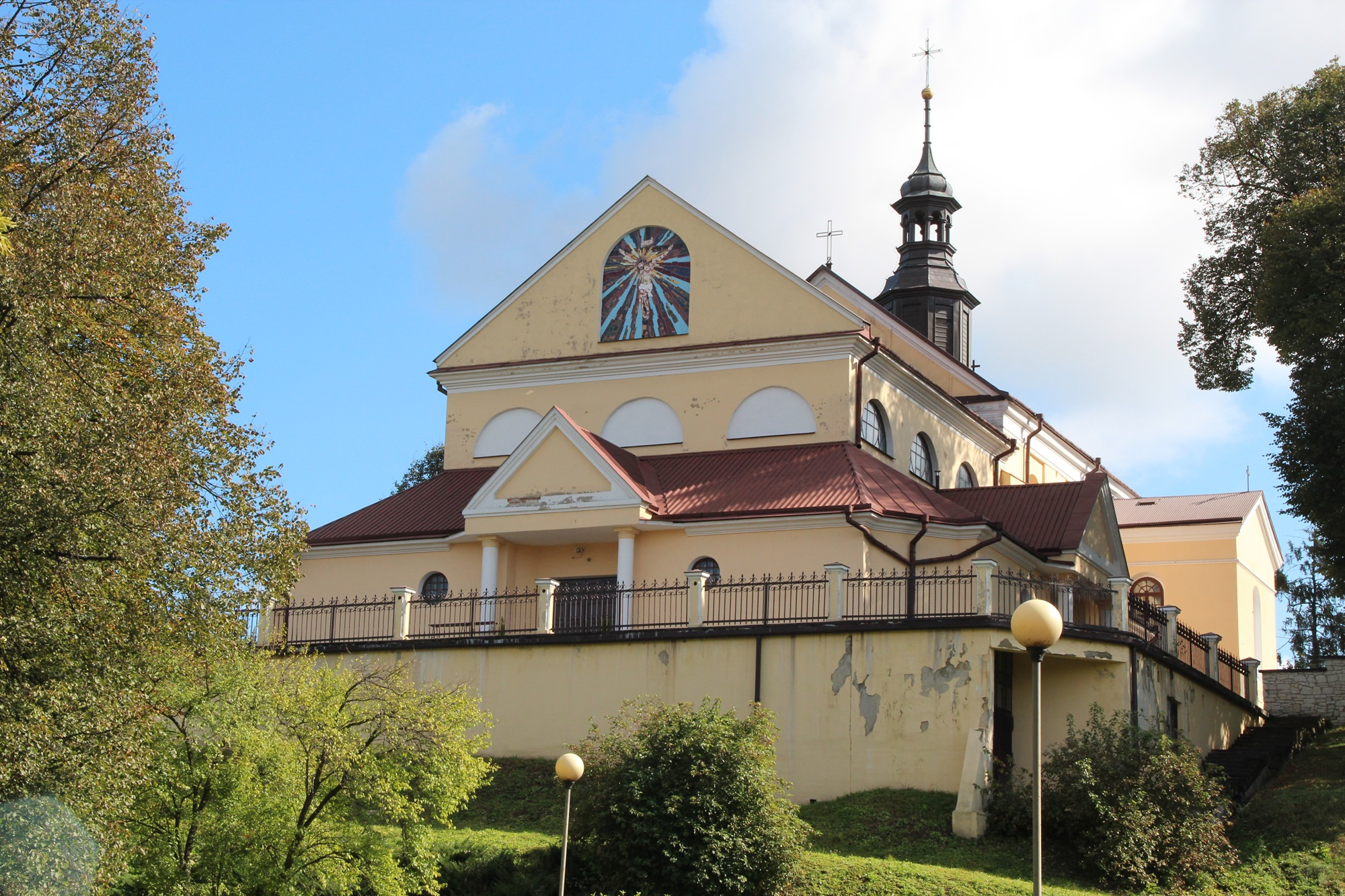
Kościół parafialny pod wezwaniem św. Jana Chrzciciela i św. Franciszka z Asyżu
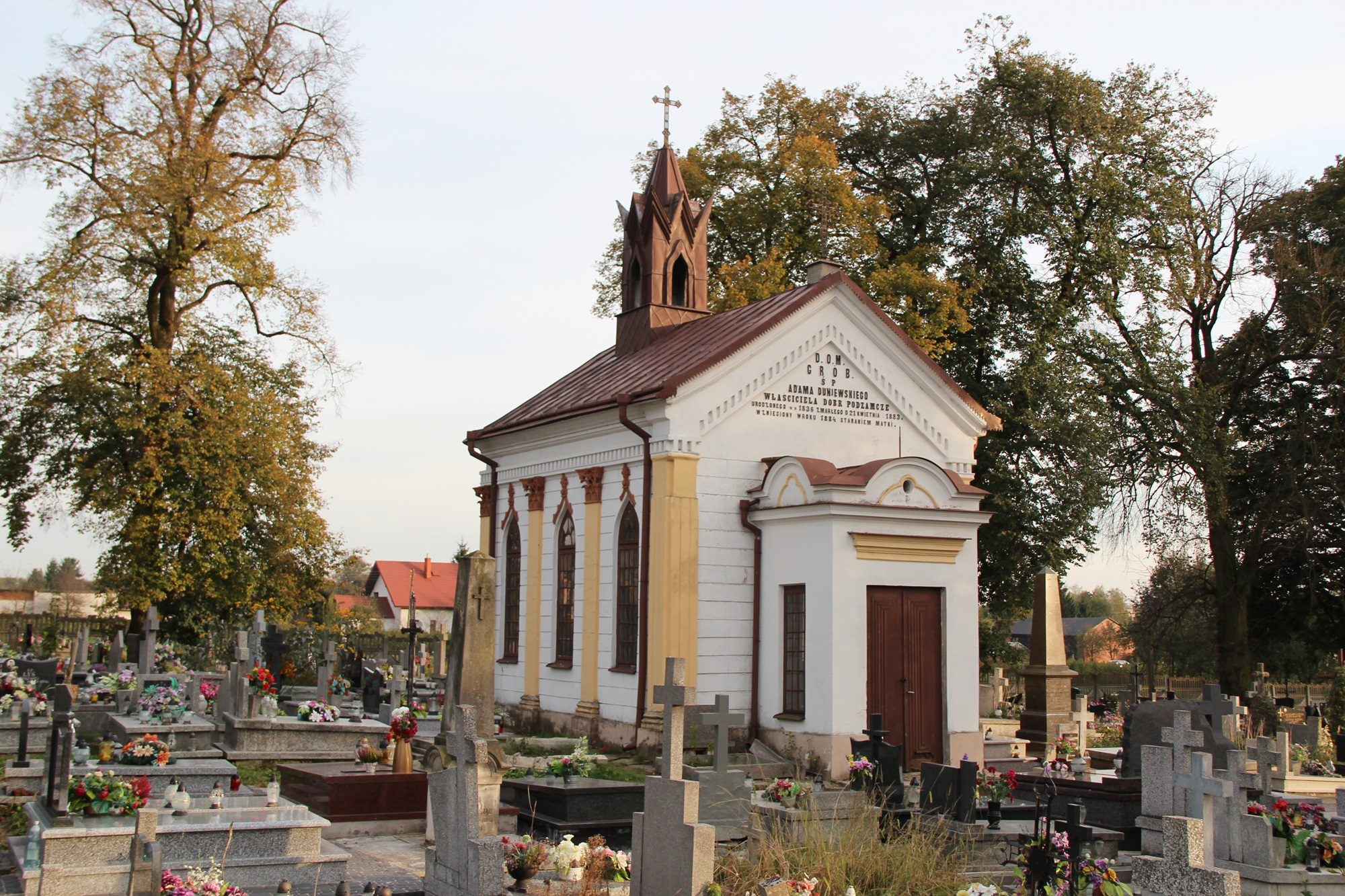
Cmentarz parafialny – grobowiec Adama Duniewskiego, (1884)